# Păuleasca (Mălureni), Argeș
Păuleasca este un sat în comuna Mălureni din județul Argeș, Muntenia, România. Se află în Dealurile Argeșului. Satul este populat de cetățeni de etinie romă.